# Poudre d'or
Poudre d'or är en sång komponerad av Erik Satie. Poudre d'or, som är en vals, skrevs för sångerskan Paulette Darty.
Tillsammans med Je te veux och Tendrement utgör Poudre d'or en valse chantée.